# Liste der Kreisstraßen in Aschaffenburg
Die Liste der Kreisstraßen in Aschaffenburg ist eine Auflistung der Kreisstraßen in der bayerischen Stadt Aschaffenburg mit deren Verlauf. 

## Abkürzungen
- AB: Kreisstraße im Landkreis Aschaffenburg
- ABs: Kreisstraße in der kreisfreien Stadt Aschaffenburg
- MIL: Kreisstraße im Landkreis Miltenberg
- St: Staatsstraße in Bayern

## Liste
Nicht vorhandene bzw. nicht nachgewiesene Kreisstraßen werden in Kursivdruck gekennzeichnet, ebenso Straßen und Straßenabschnitte, die unabhängig vom Grund (Herabstufung zu einer Gemeindestraße oder Höherstufung) keine Kreisstraßen mehr sind.
Der Straßenverlauf wird in der Regel von Nord nach Süd und von West nach Ost angegeben.
| Nr. ABs | Verlauf |
| ------- | --- |
| ABs 11  | St 2312 – Am Königsgraben – Aschaffenburger Straße – Dörrmorsbacher Straße – ABs 30 – Dörrmorsbacher Straße – Stadtgrenze – (AB 11 im Landkreis Aschaffenburg) |
| ABs 16  | (AB 16 im Landkreis Aschaffenburg) – Stadtgrenze – Obernburger Straße – Stadtgrenze – (AB 16 im Landkreis Aschaffenburg)                                       |
| ABs 22  | Bismarckallee – Schmerlenbacher Straße – Stadtgrenze – (AB 22 im Landkreis Aschaffenburg)                                                                      |
| ABs 30  | ABs 30 – Sodentalstraße – Stadtgrenze – (MIL 30 im Landkreis Miltenberg)                                                                                       |